# Tái thu âm
Một bản tái thu âm là bản ghi âm được sản xuất mới bằng bản thu khác từ một sản phẩm âm nhạc cũ. Tái thu âm khác với tái phát hành.
Các bản tái thu âm thường được sản xuất nhiều thập kỷ sau khi bản thu âm gốc được phát hành, thường vì các điều khoản hợp đồng có lợi hơn cho các nghệ sĩ. Khi các bản thu âm lại được phát hành theo hợp đồng mới hơn, các nghệ sĩ có thể thu tiền bản quyền cao hơn để bản thu được lồng trong các bộ phim, quảng cáo và đoạn giới thiệu phim. Một số nghệ sĩ, chẳng hạn như Taylor Swift và Def Leppard, đã thu âm lại nhạc của họ vì tranh chấp quyền sở hữu tác phẩm với hãng thu âm của họ.
Các bản thu âm lại thường được phát hành ở các cửa hàng nhạc trực tuyến và các dịch vụ phát trực tuyến, chẳng hạn như iTunes Store và Spotify.